# Denise Beyerbach
Denise Beyerbach (* 31. August 1965) ist eine ehemalige deutsche Fußballspielerin.

## Karriere
Als die Frauenfußballmannschaft des FC Bayern München im 20. Jahr ihres Bestehens und mit dem 19. Meistertitel in der seinerzeit zweitklassigen Bayernliga die beste Mannschaft des Bayerischen Fußball-Verbandes stellte, ihre Aufstiegspremiere in die neu geschaffene, seinerzeit noch zweigleisige Bundesliga mit Aufnahme des Spielbetriebes mit der Saison 1990/91 hatte, gehörte Denise Beyerbach dieser an. Im Alter von 25 Jahren bestritt sie ihr erstes von sechs Saisonspielen in der höchsten Spielklasse. Ihr Debüt erfolgte mit dem Premierenspieltag am 2. September 1990 beim 1:1-Unentschieden im Heimspiel gegen den VfR 09 Saarbrücken.